# Колледж Христа (Кембридж)
Колледж Христа (англ. Christ's College) — один из 31 колледжа Кембриджского университета. 
Колледж вырос из «Божьего дома», основанного в 1437 году на земле, принадлежащей церкви Королевского колледжа. В 1446 году он получил первую королевскую лицензию на обучение, а в 1448 году, переместившись на нынешнее месторасположение, — вторую лицензию. Был переименован в колледж Христа и значительно расширен усилиями матери короля Генриха VII леди Маргарет Бофорт.
Известен своими высокими академическими стандартами, в течение 1980—2000 годов регулярно занимал первое место в рейтинге Томпкинса. В 2017 году занял второе место. 
В нём в разное время учились Чарльз Дарвин, Джон Милтон, Джагдиш Чандра Боше, Луис Маунтбеттен, Мартин Эванс, Роуэн Дуглас Уильямс, Роберт Оппегеймер, Альфред Руперт Холл и Саша Барон Коэн.
Его первой женщиной-феллоу стала Линда Колли.